# Dóbucu šógi

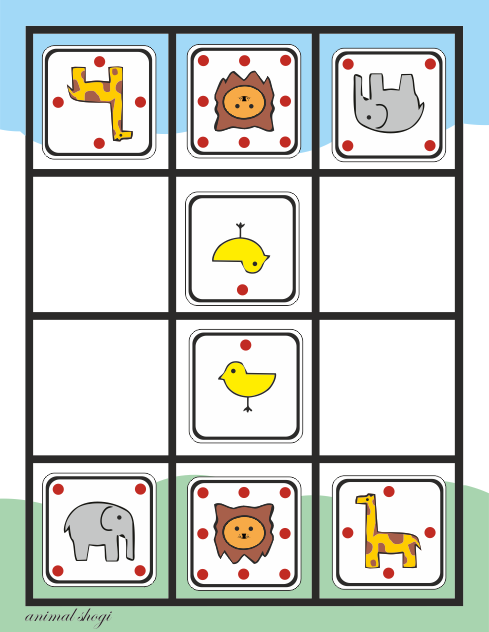
Rozestavění hracích kamenů dobutsu shogi.

Dóbucu šógi (japonsky どうぶつしょうぎ, zvířátkové šógi) je varianta japonské hry šógi.
Na rozdíl od standardního šógi, všechny kameny chodí o jedno pole směry, které jsou na kamenech vyznačené. Ukončení hry dosáhnete sebráním nepřátelského krále anebo dojdete svým králem na druhou stranu šachovnice - král může vstoupit na poslední pole a vyhrát hru pouze tehdy, když toto pole není druhým hráčem ohroženo. Zvířecí šógi má povyšovací zónu na posledním poli a jediné co se dá povýšit je kuře na slepici - Povyšování je součástí tahu a provádí se vždy na konci tahu jako u velkých šógi. Vkládání je stejné jako u klasických šógi – hráč na tahu si může vybrat, zda táhnout svým kamenem na hrací desce nebo vložit zajatý nepřátelský kámen na hrací plochu jako vlastní kámen. Pravidlo pěšců zde neplatí, mohou tedy být dvě kuřata za sebou a vložením kuřete může vzniknout šachmat. Kuře se může vložit do poslední řady s tím, že zůstane zablokované.